# Rákos Péter (hungarológus)
Rákos Péter, Petr Rákos (Kassa, 1925. február 14. – Prága, 2002. augusztus 15.) csehországi irodalomtudós, hungarológus, egyetemi oktató és fordító, a Magyar Tudományos Akadémia külső tagja.

## Életrajz
Kassán született zsidó származású magyar családban.
1944 őszén az egész családot Auschwitzba internálták. 1945 tavaszán egyedül tért vissza onnan.
Prágába költözése után történelmet és filozófiát tanult a Károly Egyetem Bölcsészettudományi Karán.

## Szakmai pályafutása
1949-1952 között magyar fordítóként dolgozott a Pragoipress sajtóügynökségnél, 1952 és 1990 között a Károly Egyetem Bölcsészettudományi Karán magyar szakos tanárként. Jubileuma alkalmából egyetemi professzorrá nevezték ki.
1991-ben a Nemzetközi Magyar Filológiai Társaság elnökévé választották. Részt vett a magyar irodalom népszerűsítésében Csehszlovákiában és Csehországban.
1998-ban a Magyar Tudományos Akadémia külső tagja lett.